# Niedersächsisches Justizministerium
Das Niedersächsische Justizministerium (auch Niedersächsisches Ministerium der Justiz) ist eines von zehn Ministerien des Landes Niedersachsen. Es hat seinen Sitz am Waterlooplatz in der niedersächsischen Landeshauptstadt Hannover. Geleitet wird das Ministerium seit November 2022 von Kathrin Wahlmann (SPD), Staatssekretär ist Thomas Smollich.
Eine vollständige Auflistung der bisherigen Minister des Justiz findet sich unter Liste der Justizminister von Niedersachsen.

## Aufgaben
Das Ministerium ist für die Gerichte und Staatsanwaltschaften im Land Niedersachsen zuständig. Daneben organisiert es den Strafvollzug und ist an der Gesetzgebung auf Landes- und Bundesebene beteiligt.

## Organisation
Neben der Pressestelle und dem Ministerbüro ist das Niedersächsische Justizministerium in fünf Abteilungen gegliedert:
- Abteilung I: Justizverwaltung
- Abteilung II: Zivilrecht, Öffentliches Recht
- Abteilung III: Justizvollzug
- Abteilung IV: Strafrecht
- Landesjustizprüfungsamt (LJPA)

## Gebäude
In den Jahren von 1962 bis 1964 errichteten die Architekten Paul Wolters und Gerd Fesel das Gebäude am Waterlooplatz 1.

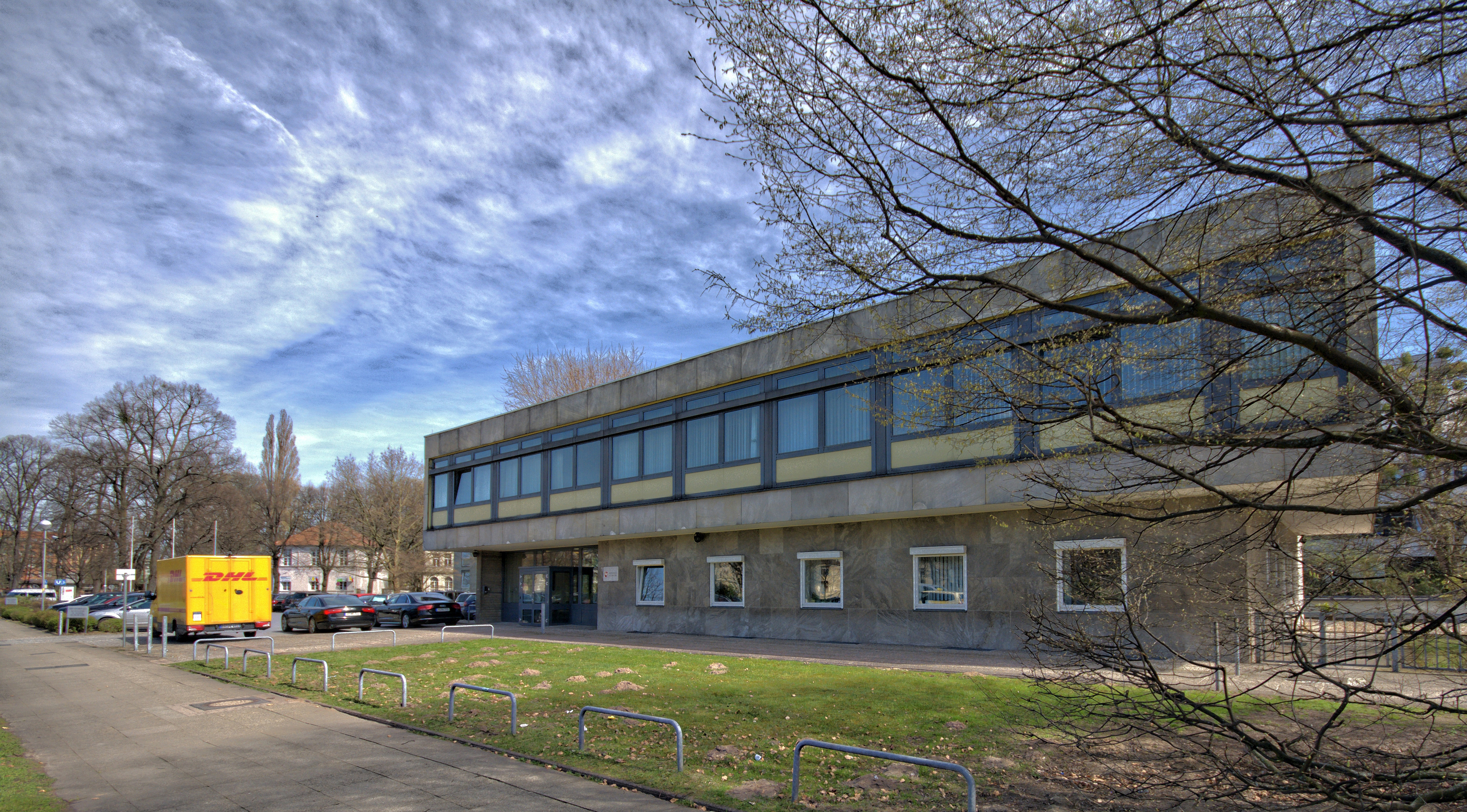
Außenansicht
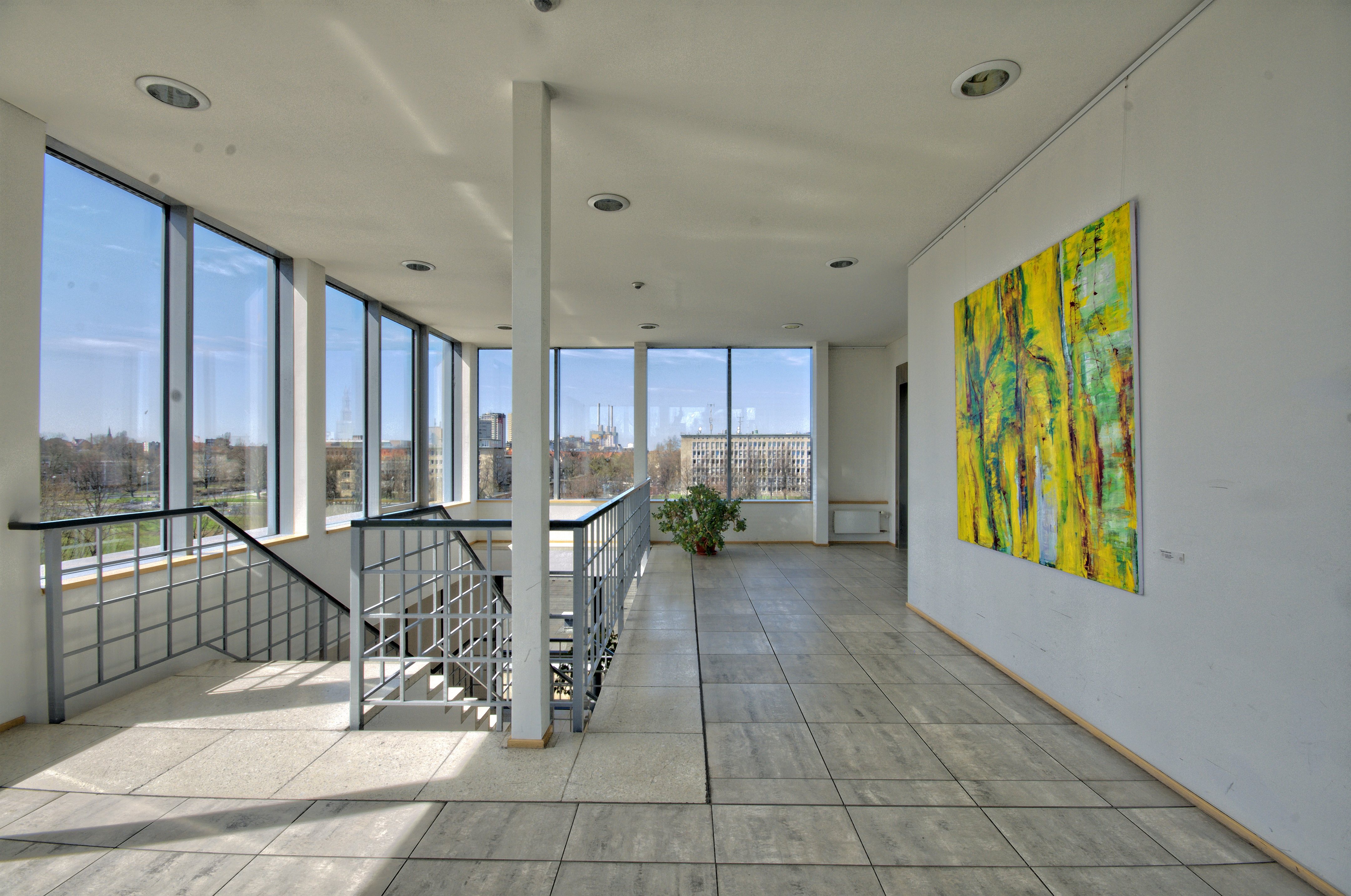
Obergeschoss
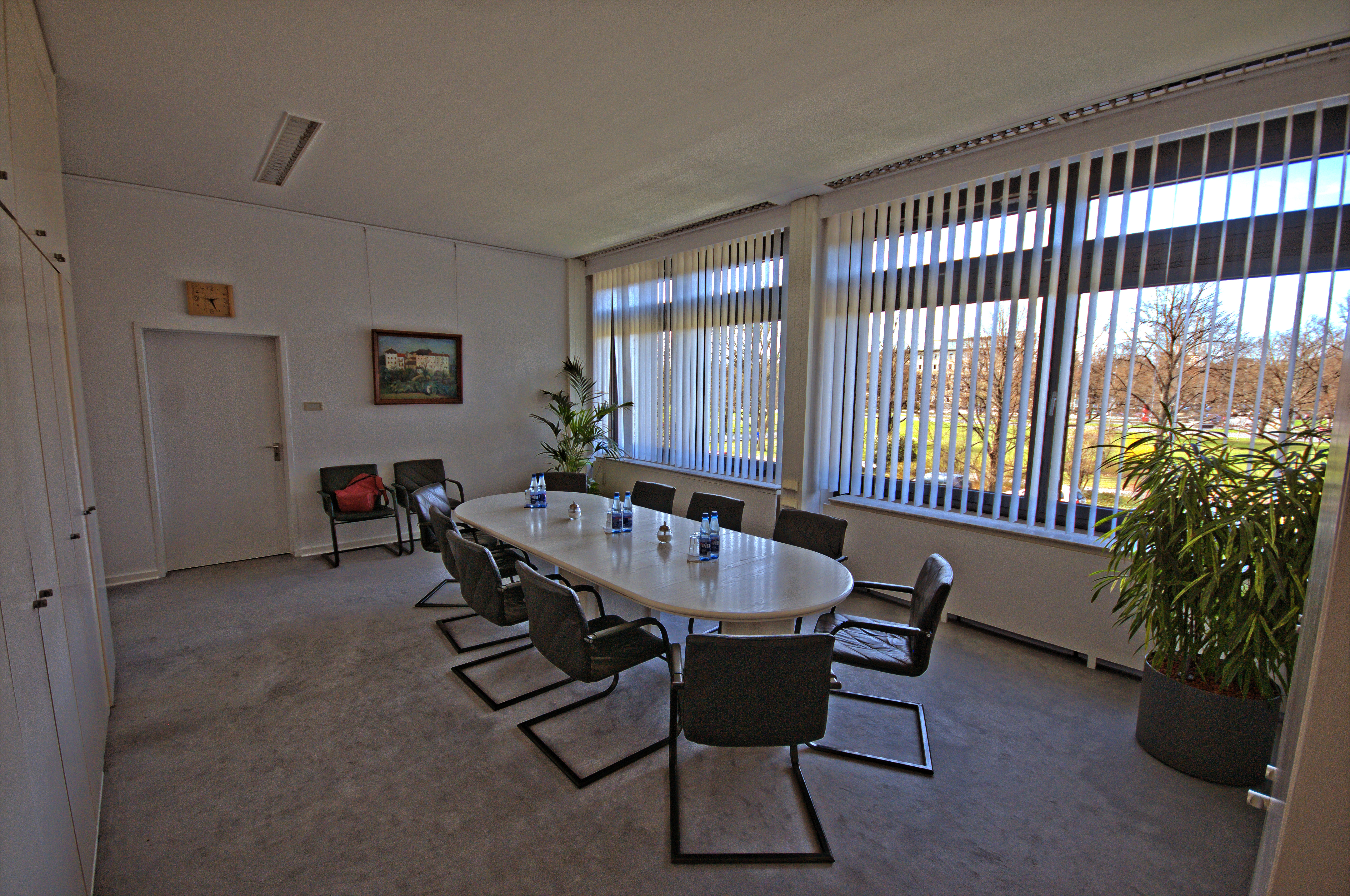
Beratungsraum
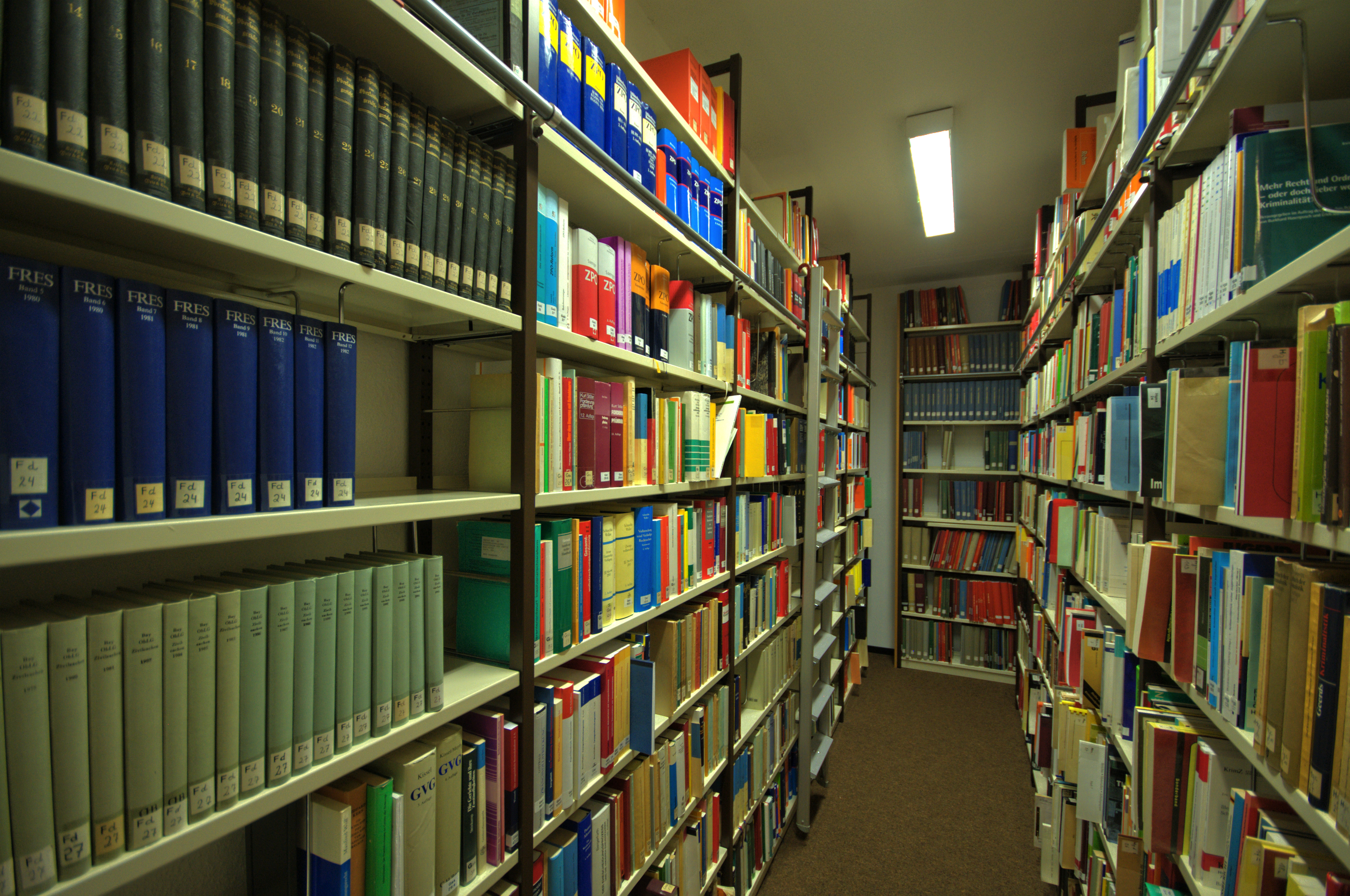
Bibliothek
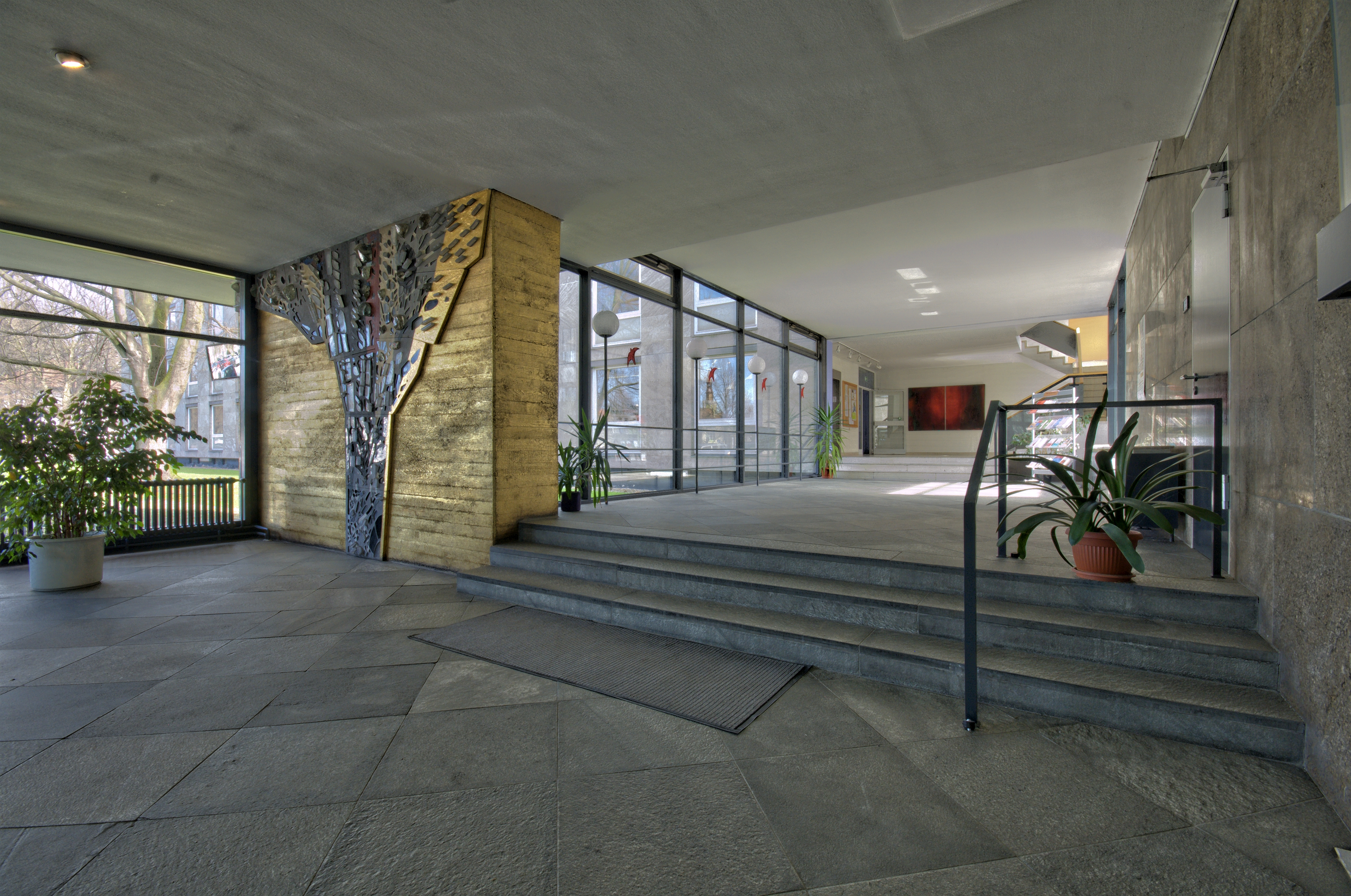
Eingangsbereich
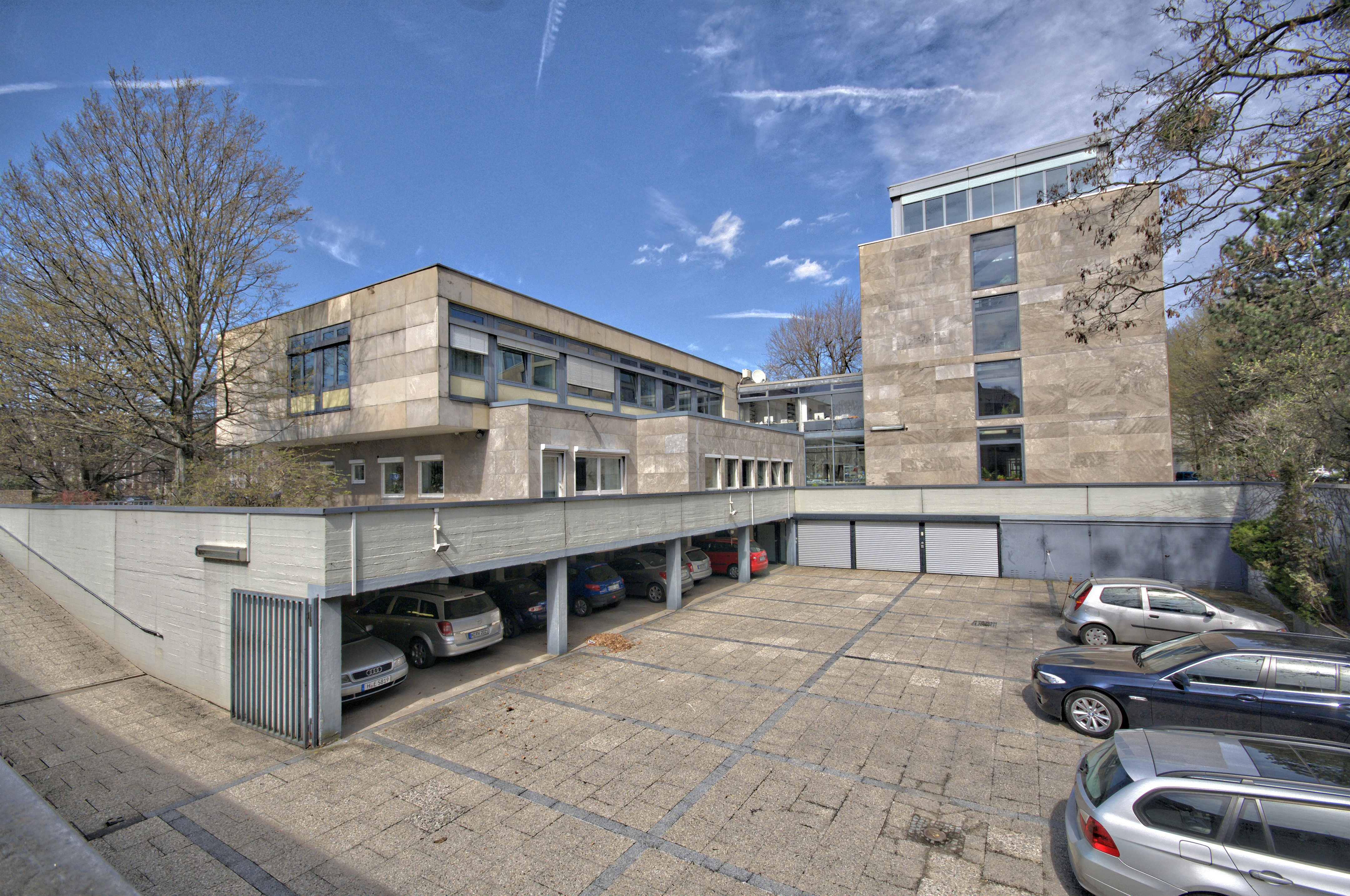
Gesamtansicht

## Staatssekretäre im Ministerium
- 1947–1950: Dagobert Moericke
- 1951: Herbert Lauffer
- 1951–1952: Ekhard Koch
- 1952–1960: Friedrich Meyer-Abich
- 1961–1968: Karl Mannzen
- 1968–1970: Werner Kleine
- 1970–1974: Günther Langensiepen
- 1974–1976: Erich Bartsch
- 1976–1986: Hans Friedrich Rehwinkel
- 1986–1988: Franz Cromme
- 1988–1990: Friedrich Höse
- 1990–1991: Peter Düwel
- 1991–1996: Horst Henze
- 1996–2003: Rainer Litten
- 2003–2013: Jürgen Oehlerking
- 2013–2015: Wolfgang Scheibel
- 2015–2017: Stefanie Otte
- 2017–2020: Stefan von der Beck
- 2020–2022: Frank-Thomas Hett
- seit 2022: Thomas Smollich